# Comida para gatos

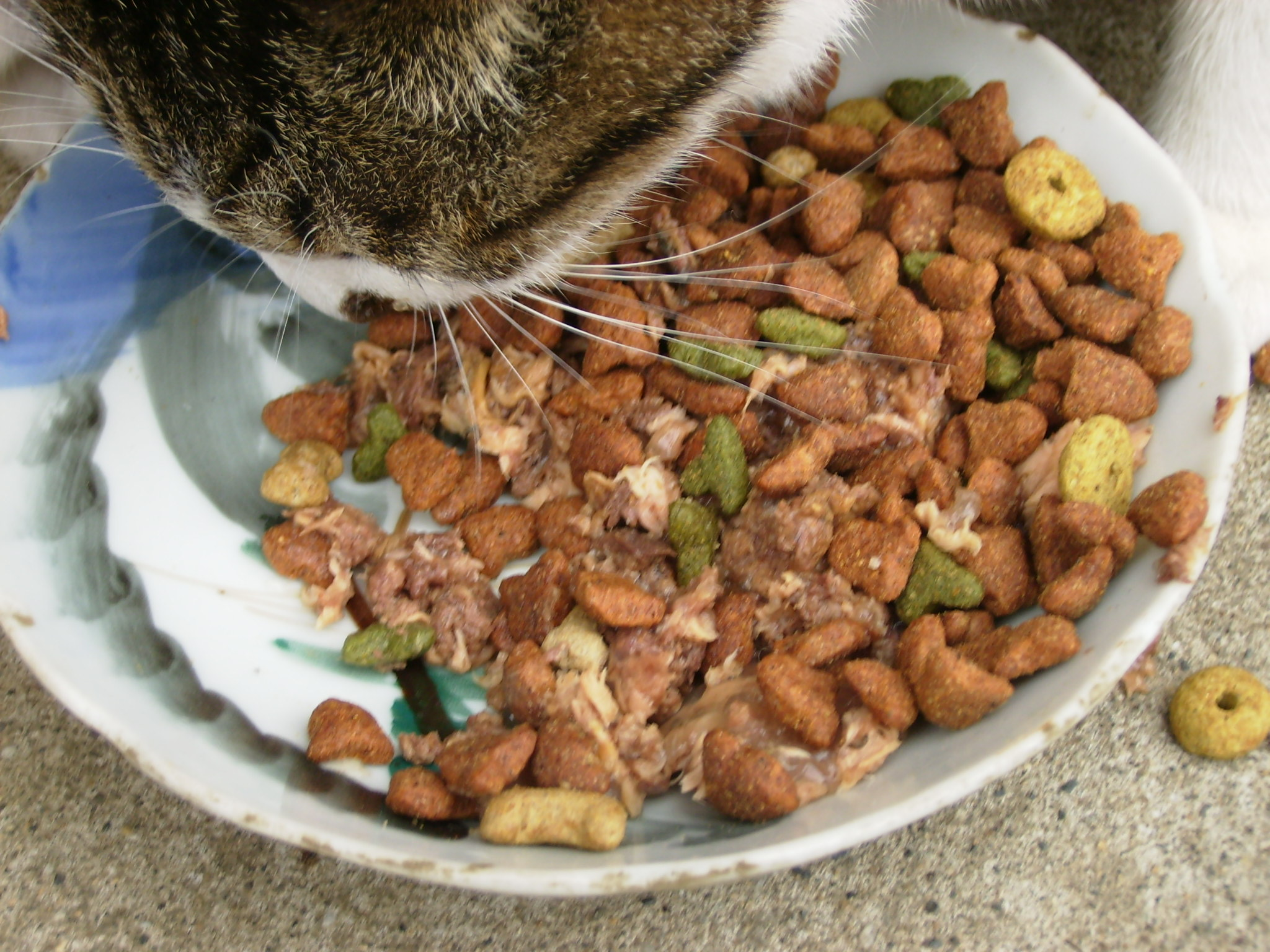
Gata comiendo una combinación de comida enlatada y comida seca

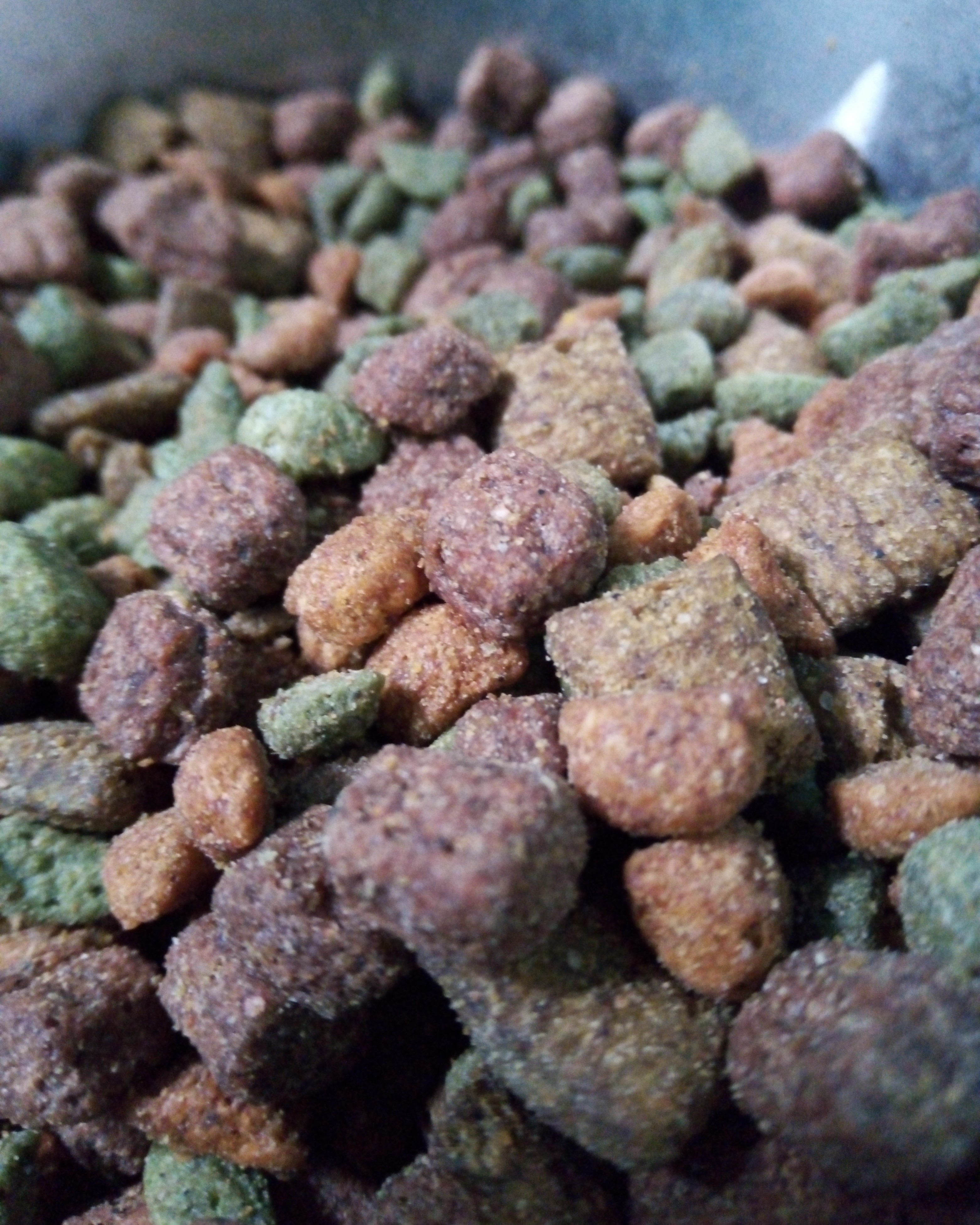
Comida comercial para gatos.

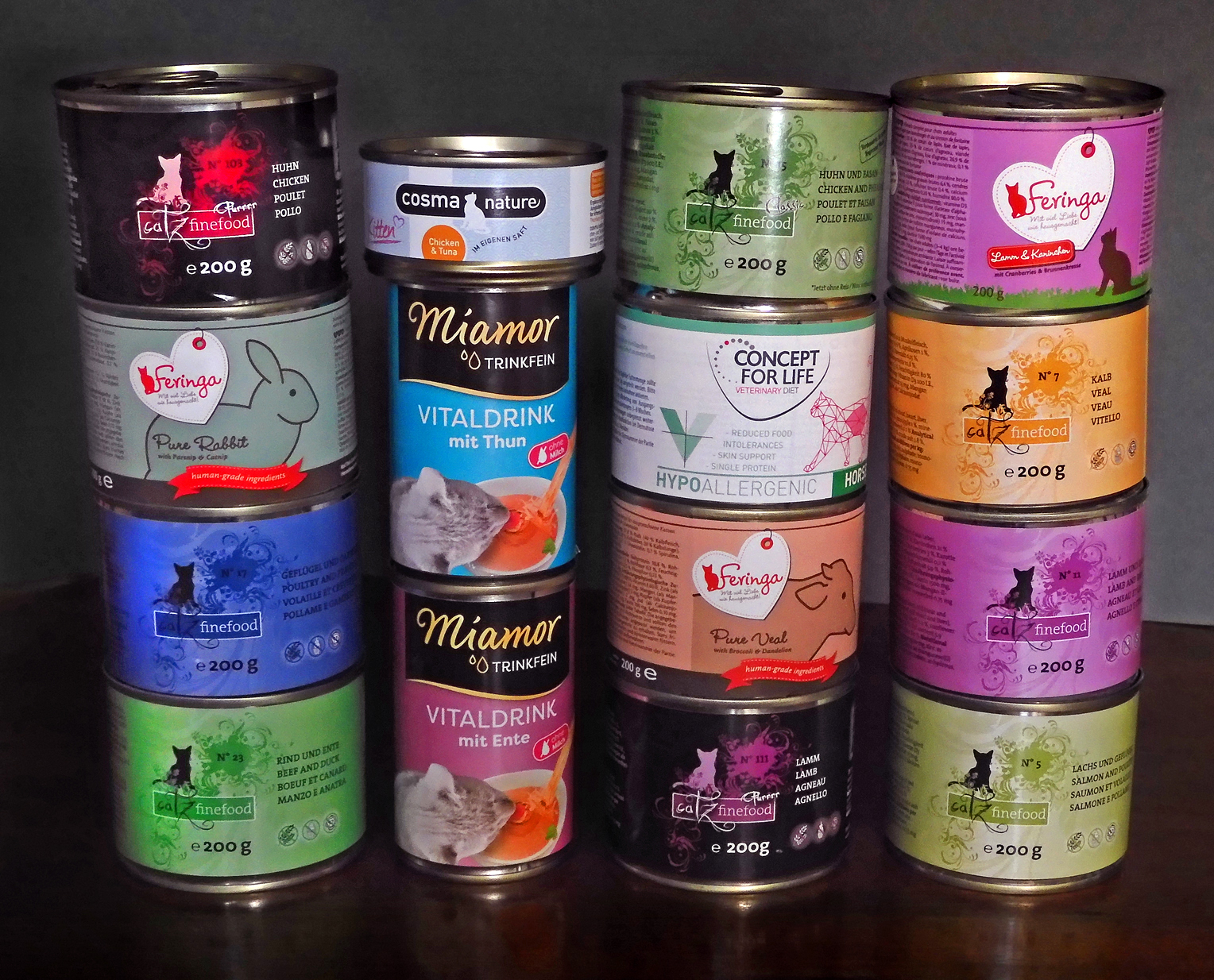
Diferentes tipos de comida para gatos en latas.

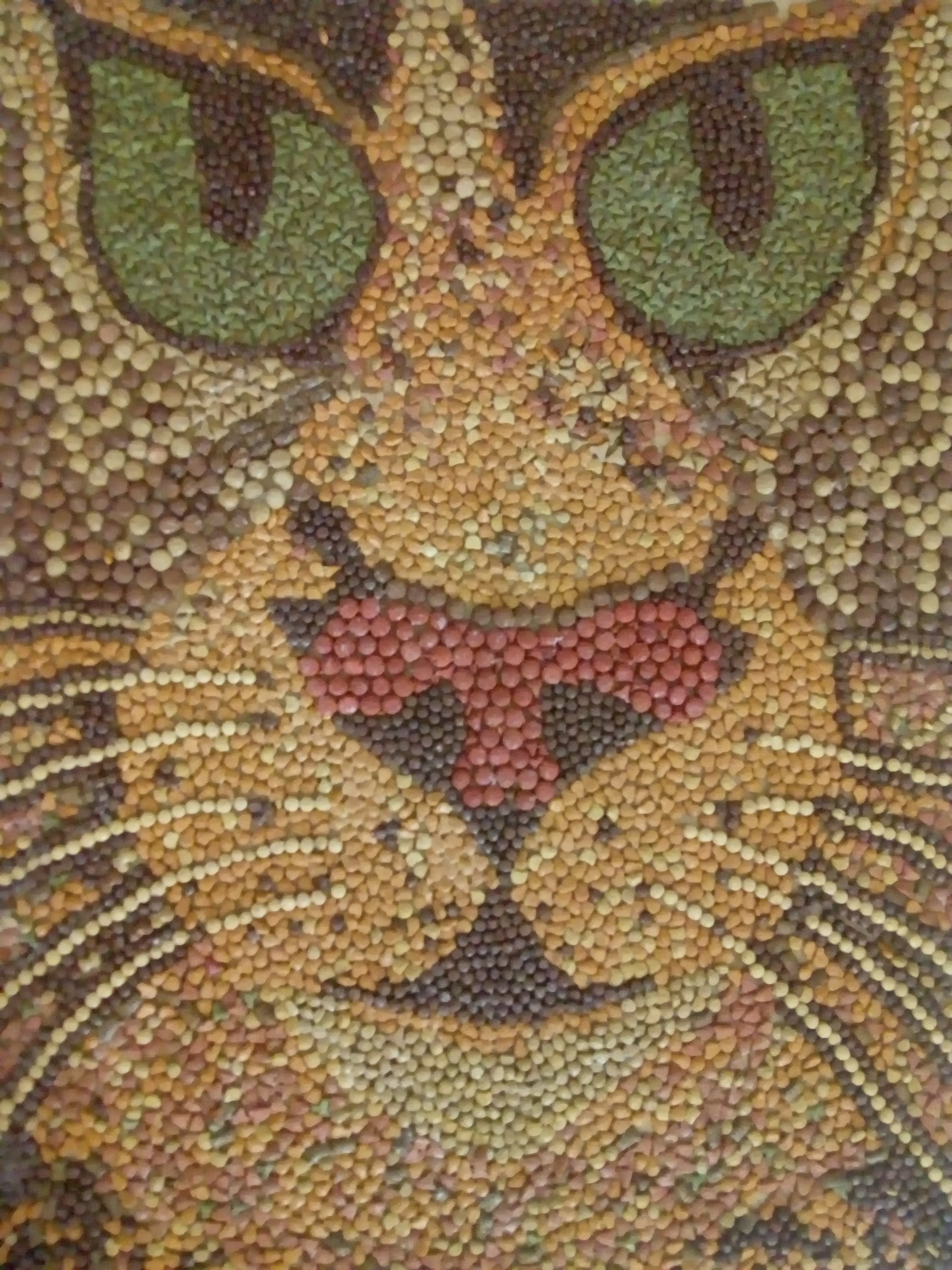
Comida de gato utilizada para realizar una obra con rostro de gato. Pintura matérica.

La comida para gatos está formulada específicamente para cubrir las necesidades nutricionales de los gatos. Aunque los gatos son carnívoros obligados, la mayoría de la comida de gatos comercial contiene tanto parte animal como vegetal, con suplementos vitamínicos, minerales y otros nutrientes. Un nutriente importante es el aminoácido que deriva de la taurina, ya que los gatos no pueden sintetizar el compuesto.
Los alimentos balanceados son más recomendables, ya que garantizan todos los elementos nutricionales que los gatos necesitan para crecer adecuadamente, mientras que con las comidas hechas en casa es difícil saber si realmente le estas proporcionando todos los nutrientes que el gato necesita. otra ventaja de los alimentos balanceados es que su costo por día es significativamente menos que el de la comida casera. por último, los alimentos balanceados pueden elegirse para adaptarse a las características individuales de cada gato: edad, estilo de vida (gato de interior o de exterior), raza, y otros aspectos especiales.

## Comida comercial para gatos
Existen una gran variedad de marcas que comercializan comida para gatos, como NUTRE CAT, Purina Cat Chow, Eukanuba, Friskies, Whiskas, Royal Canin o Excellent, entre otras.
Estos son algunas recomendaciones generales al comprar comida en lata para tu gato:
- Leer las etiquetas: Es fundamental revisar los ingredientes y asegurarse de que el alimento contenga proteínas de alta calidad y esté libre de aditivos artificiales.
- Consultar al veterinario: Antes de cambiar la dieta de tu gato, es recomendable hablar con un profesional para asegurarse de que el nuevo alimento cubra todas sus necesidades nutricionales.

- Observar la respuesta del gato: Cada gato es único, por lo que es importante monitorear cómo reacciona a un nuevo alimento y ajustar según sea necesario.

Al comprar comida enlatada para tus mascotas, también es importante tener en cuenta el riesgo que representan las latas una vez abiertas, para ayudar a prevenir daños a los animales, limpia y vacía las latas después de usarlas y córtalas por la mitad antes de reciclarlas siempre que sea posible.

### Comida seca o pienso
Tiene una durabilidad mayor al de la comida húmeda. Es un pienso compuesto adaptado a la necesidad del felino. En los diferentes distribuidores se encuentra una amplia gama de variedades, especializadas en gatos según su raza, en gatos esterilizados, en gatas preñadas, gatos obesos, etc.
Debemos tener en consideración que, a pesar de que se trate de pienso seco, este puede tener un grado de humedad entre un 5 a 10%, por lo que ofrece hidratación para tu mascota. Pero, estas comidas suelen tener una mayor duración que los alimentos húmedos, en especial porque es menos sensible a la formación de bacterias.

### Comida húmeda o de lata
La comida húmeda para gatos es un tipo de alimento que destaca por su elevado contenido de humedad, el cual suele superar el 70 %. Se comercializa en diversas presentaciones, como latas, sobres o bandejas selladas, y está cuidadosamente formulada con ingredientes frescos como carnes magras, caldos nutritivos y vegetales seleccionados. Esta combinación de componentes no solo garantiza una alimentación equilibrada, sino que también proporciona una textura suave y fácil de ingerir.

### Comida especial (por prescripción veterinaria)
Esta comida es recomendada por un veterinario y es específica para problemas de salud de los gatos, como por ejemplo el fallo renal crónico, alergias e intolerancias, sobrepeso u obesidad, diabéticos, enfermedades urinarias, etc. 
Estos gatos requieren una atención especial en su alimentación, por lo que es fundamental no pasar por alto la importancia del seguimiento veterinario para garantizar su bienestar.

## Comida casera
Muchos dueños de animales de compañía, como los gatos, optan por alimentar a sus mascotas con comida casera. Esta suele consistir en carne asada, huesos, verduras y suplementos vitamínicos. 
Es importante tener precaución al alimentar a las mascotas con la misma comida que preparamos para nosotros. Muchos alimentos caseros pueden no cubrir adecuadamente sus necesidades nutricionales, lo que podría provocar deficiencias de vitaminas o, por el contrario, un exceso de grasas. 
Por eso, es recomendable ser cuidadosos al ofrecer comida casera a los animales de compañía. Consultar con un veterinario siempre es una buena opción para asegurarse de que reciben una alimentación equilibrada y saludable.

## Frecuencia y Cantidad
En general, un gato adulto sano debe comer entre dos y cinco veces al día. Lo ideal, según muchos veterinarios, es dividir su ración diaria en varias tomas pequeñas, ya que su sistema digestivo está diseñado para digerir pequeñas cantidades varias veces al día, en lugar de hacer pocas comidas abundantes.
Lo más habitual es darles tres comidas al día: mañana, tarde y noche. Esta frecuencia imita el comportamiento natural de un gato en un ambiente natural, donde caza varias presas pequeñas al día.
Los gatitos necesitan una alimentación muy distinta a la de los adultos. Su sistema digestivo aún se está desarrollando, tienen un metabolismo acelerado y requieren más nutrientes por kilo de peso.